# Петер Єле
Петер Карл Йєле (нім. Peter Karl Jehle; нар. 22 січня 1982, Шан) — ліхтенштейнський футболіст. Наразі воротар футбольного клубу «Вадуц» та національної збірної Ліхтенштейну.

## Кар'єра у збірній
У складі національної збірної дебютував 1998 року в матчі проти Азербайджану в першому переможному матчі для збірної. На той час йому було лише 16 років. Йєле швидко став основним голкіпером збірної, яким вже є протягом останніх років.

## Титули і досягнення
- Володар Кубка Ліхтенштейну (8):

«Вадуц»: 2009-10, 2010-11, 2013-14, 2012-13, 2013-14, 2014-15, 2015-16, 2016-17, 2017-18